# Île de Gageo
L'île de Gageo ou Gageodo (coréen : 가거도) est une île située au large de la côte de la province du Jeolla du Sud, en Corée du Sud ; le ferry Namhae Star assure la liaison avec la ville de Mokpo. D'une superficie de 9,2 km², environ 470 personnes y vivent. En raison de sa proximité avec le courant froid de la mer Jaune, l'île présente un intérêt du point de vue météorologique, et le gouvernement sud-coréen envisage d'y construire une station de recherches marines.